# Colonna Irmen della cattedrale di Hildesheim
La colonna di Irmen (Irmensäule) della cattedrale di Hildesheim, nota anche come colonna mariana (Marienleuchter), è un tesoro storico-artistico che fa parte degli arredi della cattedrale di Hildesheim, databile tra l'XI e il XII secolo. Oggi si trova al centro del coro della cattedrale di fronte all'abside. Il monumento deriva dall'Irminsul (Irmin/Irmen è un altro nome di Odino) originale del principale santuario sassone che sorgeva in questa zona, ma non è chiaro se sia una sua riproduzione, un rifacimento con riutilizzo dei resti o se tra il vecchio e il nuovo monumento non vi sia alcun collegamento, se non puramente tipologico.

## Storia
Secondo una tradizione di Johannes Letzner che è stata documentata sin dal XVI secolo, la cattedrale di Hildesheim sorgerebbe sulle ceneri dell'Irminsul, il principale santuario sassone di cui la colonna votiva faceva da punto focale. Il santuario sarebbe stato distrutto dai Franchi nel 772 su istigazione di Carlo Magno, in contrasto al paganesimo. La tradizione storica, tra realtà e leggenda, vuole che i resti dell'Irminsul siano stati ritrovati circa 50 anni dopo e riallestiti nella cattedrale di Hildesheim. Lo storico Walther Matthes scrive di questa tradizione: "Si dice che durante la costruzione del monastero di Corvey (dall'822), avvenuta al tempo di Luigi il Pio, fu trovata nel terreno un'antica colonna di pietra e che era quella dell'Irminsul che fu conquistato da Carlo Magno, e che fu portata in questo luogo dopo la distruzione e lì sepolta. Inoltre, viene descritto come la colonna sia stata portata da questo luogo di scoperta a Hildesheim in circostanze drammatiche, per installarla lì nella cattedrale come portacandele".
In base ai materiali e all'iscrizione, gli scienziati hanno datato approssimativamente il fusto dell'Irmensäule tra l'XI e il XII secolo. Heinrich Meibom, nella sua Irminsula Saxonia del 1612, asserisce che intorno al 1600 l'Irmensäule sia stata restaurata dal canonico di Hildesheim Asche von Heimburg, circostanza in cui l'iscrizione sulla decorazione in lastre di rame fu riscoperta e rinnovata. Meibom raffigura anche un disegno dell'Irmensäule sulla copertina, in fattezze che ricordano un candelabro. Durante i lavori di ristrutturazione della cattedrale di Hildesheim dal 2010 al 2014, la colonna di Irmen è stata smantellata ed esposta al Rheinisches Landesmuseum Bonn dal giugno 2010. In occasione del riposizionamento, la colonna di Irmen è stata nuovamente ridisegnata: la figura d'argento di Maria è stata rimossa e sostituita con una croce di cristallo di rocca. Nel febbraio 2014 l'Irmensäule è stata nuovamente allestita nella cattedrale, ma in una nuova sede. La colonna con la croce si trova oggi al centro del coro.

## Descrizione
Il fusto della Irmensäule è alto 1,85 metri ed è in roccia carbonatica. È posizionato sopra una base in bronzo su un piedistallo in pietra, per un'altezza totale di 2,5 metri. Il diametro inferiore è di 26 centimetri. Al centro e in alto, il fusto è racchiuso in un anello di bronzo. All'estremità superiore è presente una sorta di coppa di rame. Il terminale al di sopra della coppa è stato variato nel corso del tempo: fino alla metà del XVII secolo si trovava solo una punta di ferro per candele, poi integrata nel tempo da una corona di 14 piccole lampade, facendo dell'Irmensäule un grande candelabro. Nel 1651 la punta per candele fu sostituita da una figura di Maria in legno, nel 1741 da una figura di Maria in argento e nel 2014 da una croce di cristallo.
La decorazione in lastra di rame reca un'iscrizione che spiritualmente indica l'accensione della candela sul candeliere tratta da Mt 5, 15-16:
JVNCTA FIDES OPERI, SIT LVX SVPER ADDITA LVCI.

lascia che la fede associata al lavoro sia la luce aggiunta alla luce.
Così possano i tuoi frutti servire a glorificare tuo Padre.»
(Irmensäule, iscrizione.)

### Posizione nella cattedrale di Hildesheim
La colonna è stata spostata più volte all'interno della cattedrale. In origine si trovava al centro della cattedrale di fronte all'altare della croce, davanti alla scalinata della crociera. Poi è stata trasferita sul Godehardichor. Dal 2014 si trova al centro del coro alto antistante l'abside.